# شينيا واتاتا
شينيا واتاتا (باليابانية: 旗手 真也) (13 أكتوبر 1983 في إروما في اليابان – )؛ هو لاعب كرة قدم سابق كان يلعب كمدافع.

## وصلات خارجية
- شينيا واتاتا على موقع رابطة كرة القدم اليابانية للمحترفين (اليابانية)
- شينيا واتاتا على موقع Soccerway.com (الإنجليزية)